# Luca Bottazzi
Luca Bottazzi (Milano, 1º aprile 1963) è un ex tennista italiano.

## Carriera
Ha raggiunto per due volte i quarti di finale al Roland Garros durante la sua carriera da juniores, nel 1980 e nel 1981. Sempre da juniores, nel 1980 ha raggiunto gli ottavi di finale agli US Open e nel 1981 gli ottavi di finale a Wimbledon.. Nello stesso anno ha raggiunto anche la finale del Trofeo Bonfiglio, un campionato internazionale che si svolge tutti gli anni a Milano.
Entrato nel tabellone principale del doppio del Roland Garros nel 1982, insieme con il compagno Raúl Viver ha sconfitto al primo turno la coppia svedese composta da Anders Järryd e Hans Simonsson, per poi cedere al secondo turno dalla coppia composta da Brad Guan e Derek Tarr.
Nel 1984 ha raggiunto i quarti di finale del Torneo ATP Tour di Palermo, battendo il numero 50 della classifica ATP Blaine Willenborg a l'argentino Alejandro Ganzábal.
Bottazzi è entrato nel tabellone principale del Roland Garros nel 1985, dove fu battuto al primo turno da Marko Ostoja .
Ritiratosi dal circuito professionistico, è stato tra i cofondatori dell'associazione R.I.T.A. (associazione culturale di ricerca in ambito motorio e tennistico), nell'ambito della quale ha sviluppato nuovi metodi scientifici per l'insegnamento del tennis a bambini e ragazzi, che sono stati presentati al Congresso ITF su Scienza e Tecnologia del Tennis nel 2003.
Già commentatore televisivo per Eurosport e SKY Italia, è socio fondatore dell’associazione culturale storica www.clubdellebalette.com
Attualmente scrive per la testata Sport Week (RCS). Studioso, scrittore, docente in scienze motorie all’Universita’ Statale di Milano (UNIMI), è insegnante di tennis.

## Statistiche

### Tornei minori

#### Singolare

##### Vittorie (2)
| Legenda tornei minori |
| Challenger (2)        |
| Futures (0)           |

| Numero | Anno | Torneo                      | Superficie  | Avversario in finale | Punteggio |
| 1.     | 1984 | Tampere Open, Tampere       | Terra rossa | Peter Svensson       | 6-2, 6-3  |
| 2.     | 1987 | Nairobi Challenger, Nairobi | Terra rossa | Paul Wekesa          | 6-2, 7-6  |

#### Doppio

##### Vittorie (1)
| Legenda tornei minori |
| Challenger (1)        |
| Futures (0)           |

| Numero | Anno | Torneo                | Superficie  | Compagno       | Avversari in finale         | Punteggio     |
| 1.     | 1983 | Bari Challenger, Bari | Terra rossa | Simone Colombo | Mario Calautti Bruce Derlin | 6-2, 3-6, 6-3 |

## Opere
- con altri autori Gli italiani in Coppa Davis. Ed. Giunti FIT, 2022
- (IT) Luca Bottazzi, Break Point, RITA, 2021,  p. 183, ISBN 978-8890526329.
- autore e presentatore dell’opera divulgativa Tennis Rhapsody.
- con altri autori Gladiatori della terra battuta Ed Giunti FIT, 2020
- Tennis. 100 anni di storie, Giunti Editore - De Vecchi, 2018,  p. 288, ISBN 978-88-412-1485-5.
- con Carlo Rossi, Il codice del tennis. Bill Tilden. Arte e scienza del gioco, Guerini Next, 2015,  p. 238, ISBN 978-88-6896-033-9.
- con Michele Pisaturo e Carlo Rossi, Dal Bambino al campione di se stesso, Momento Medico, 2010,  p. 128, ISBN 88-905263-1-9.
- con Pisaturo M., Rossi C. Andalusia of intervention of sensorial channels in the sport of tennis. Atti Congresso ITF Londra 2007
- con Pisaturo M., Rossi C., Functional system and anticipation in the sport of tennis. Atti Congresso ITF Londra 2003
- con Rossi C., Pisaturo M., A new scientific method for pre tennis, mini tennis, midi tennis. Atti del Convegno ITF Londra 2003